# Johannes Hindjou
Johannes Hindjou (* 8. November 1979) ist ein ehemaliger namibischer Fußballspieler und heutiger Fußballfunktionär. Er ist Eigentümer des namibischen Erstligisten Okahandja United.

## Erfolge
Hindjou wurde 2006 mit dem Civics FC namibischer Fußballmeister und war namibischer Fußballnationalspieler. Er nahm mit dem Nationalteam an der Fußball-Afrikameisterschaft 1998 teil. Er war bis zum 23. März 2019 Rekordnationalspieler Namibias.